# إدارة المفاتيح
تشير إدارة المفاتيح إلى إدارة المفاتيح التشفيرية في نظام التشفير . يتضمن ذلك التعامل مع إنشاء المفاتيح وتبادلها وتخزينها واستخدامها وتمزيقها (تدميرها) واستبدالها. و يتضمن ذلك تصميم بروتوكول التشفير ، وخوادم المفاتيح ، وإجراءات المستخدم، والبروتوكولات الأخرى ذات الصلة.  
تتعلق إدارة المفاتيح بالمفاتيح على مستوى المستخدم، سواء بين المستخدمين أو الأنظمة. وهذا على النقيض من جدولة المفاتيح ، والتي تشير عادةً إلى المعالجة الداخلية للمفاتيح ضمن عملية التشفير.
إدارة المفاتيح بشكل صحيح أمر بالغ الأهمية لأمن نظام التشفير. إنه الجانب الأكثر تحديًا في التشفير من حيث أنه يتضمن جوانب الهندسة الاجتماعية مثل سياسة النظام، وتدريب المستخدم، والتفاعلات التنظيمية والإدارية، والتنسيق بين كل هذه العناصر، على النقيض من الممارسات الرياضية البحتة التي يمكن أتمتتها.

## أنواع المفاتيح
قد تستخدم أنظمة التشفير أنواعًا مختلفة من المفاتيح، مع استخدام بعض الأنظمة لأكثر من مفتاح واحد. قد يشمل ذلك مفاتيح متماثلة أو مفاتيح غير متماثلة. في خوارزمية المفتاح المتماثل، تكون المفاتيح المستخدمة متطابقة من أجل تشفير وفك تشفير الرسالة. يجب اختيار المفاتيح بعناية، وتوزيعها وتخزينها بشكل آمن. على النقيض من المفاتيح المتماثلة، المفاتيح غير المتماثلة، والمعروفة أيضًا باسم المفاتيح العامة ، هي عبارة عن مفتاحين مختلفين مرتبطين رياضيًا. يتم استخدامهما عادة معًا للتواصل. تطبيق تشفير المفتاح العام يسمى البنية التحتية للمفتاح العام (PKI). تتطلب PKI من المنظمة إنشاء بنية تحتية لإنشاء وإدارة أزواج المفاتيح العامة والخاصة جنبًا إلى جنب مع الشهادات الرقمية. 

## المخزون
نقطة البداية في أي استراتيجية لإدارة الشهادات والمفتاح الخاص هي إنشاء مخزون شامل لجميع الشهادات ومواقعها والأطراف المسؤولة عنها. هذا الأمر يعد مهما جدًا لأن الشهادات تنشر من مجموعات متنوعة من المصادر في مجموعات متنوعة من المواقع بواسطة أفراد وفرق متعددة - ومن غير الممكن الاعتماد على قائمة من هيئة شهادة واحدة. يمكن أن تتسبب الشهادات التي لا يتم تجديدها واستبدالها قبل انتهاء صلاحيتها في حدوث توقف حاد و انقطاعات في الخدمة. بعض الاعتبارات الأخرى:
- تتطلب اللوائح والمتطلبات، مثل PCI DSS، [4] أمانًا صارمًا و تقوم إدارة المفاتيح التشفيرية و المدققون بمراجعة ضوابط الإدارة والعمليات المستخدمة بشكل متزايد.
- يجب الحفاظ على أمان المفاتيح الخاصة (السرية) المستخدمة مع الشهادات [5] وإلا يمكن للأفراد غير المصرح لهم اعتراض الاتصالات السرية أو الوصول غير المصرح به إلى أنظمة حساسة. إن الفشل في ضمان الفصل المناسب بين المهمات يعني أن المسؤولين الذين يقومون بإنشاء مفاتيح التشفير يمكنهم استخدامها للوصول إلى بيانات حساسة ومنظمة.
- إذا تم اختراق هيئة إصدار الشهادات أو كسر خوارزمية التشفير ، فيجب على المؤسسات أن تكون مستعدة لاستبدال جميع شهاداتها ومفاتيحها في غضون ساعات.

## خطوات الإدارة
بمجرد إجراء جرد للمفاتيح، تبدأ عملية إدارة المفاتيح التي تتكون عادةً من ثلاث خطوات: التبادل والتخزين والاستخدام.

### تبادل المفاتيح
قبل أي اتصال آمن، يجب على المستخدمين إعداد تفاصيل التشفير. في بعض الحالات قد يتطلب هذا تبادل مفاتيح متطابقة (في حالة نظام المفاتيح المتماثلة). وفي حالات أخرى قد يتطلب الأمر امتلاك المفتاح العام للطرف الآخر. في حين أنه من الممكن تبادل المفاتيح العامة بشكل مفتوح (يتم الاحتفاظ بالمفتاح السري المقابل لها سراً)، يجب تبادل المفاتيح المتماثلة عبر قناة اتصال آمنة. في السابق، كان تبادل هذا النوع من المفاتيح أمرًا صعبًا للغاية، وكان يتم تسهيله بشكل كبير من خلال الوصول إلى قنوات آمنة مثل الحقيبة الدبلوماسية . إن تبادل المفاتيح المتماثلة عن طريق النص الواضح قد يمكّن أي معترض من الحصول على المفتاح وأي بيانات مشفرة على الفور.
لقد سهل تقدم التشفير بالمفتاح العام في سبعينيات القرن العشرين عملية تبادل المفاتيح. منذ نشر بروتوكول تبادل مفاتيح Diffie-Hellman في عام 1975، أصبح من الممكن تبادل مفتاح عبر قناة اتصالات غير آمنة، مما أدى إلى تقليل خطر كشف المفتاح أثناء التوزيع بشكل كبير. من الممكن، باستخدام شيء شبيه بـرمز الكتاب ، تضمين مؤشرات رئيسية كنص واضح مرفق برسالة مشفرة. كانت تقنية التشفير التي استخدمها كاتب الكود لدى ريتشارد سورج من هذا النوع، حيث كانت تشير إلى صفحة في دليل إحصائي، رغم أنها كانت في الواقع رمزًا. كان مفتاح التشفير المتماثل للجيش الألماني إنجما من النوع المختلط في بداية استخدامه. كان المفتاح عبارة عن مزيج من جداول مفاتيح موزعة بشكل سري ومكون مفتاح جلسة يختاره المستخدم لكل رسالة.
في الأنظمة الأكثر حداثة، مثل الأنظمة المتوافقة مع OpenPGP ، يتم توزيع مفتاح الجلسة لخوارزمية المفتاح المتماثل مشفرًا بواسطة خوارزمية المفتاح غير المتماثل . يتجنب هذا النهج حتى ضرورة استخدام بروتوكول تبادل المفاتيح مثل تبادل مفاتيح Diffie-Hellman.
تتضمن طريقة أخرى لتبادل المفاتيح تغليف مفتاح واحد داخل مفتاح آخر. عادةً ما يتم إنشاء مفتاح رئيسي وتبادله باستخدام بعض الطرق الآمنة. تعتبر هذه الطريقة عادةً مرهقة أو مكلفة (على سبيل المثال، يقسم المفتاح الرئيسي إلى أجزاء متعددة وإرسال كل جزء عن طريق شركة شحن موثوقة) وليست مناسبة للاستخدام على نطاق أوسع. بمجرد تبادل المفتاح الرئيسي بشكل آمن، يمكن استخدامه بعد ذلك لتبادل المفاتيح اللاحقة بشكل آمن وبكل سهولة. يُطلق على هذه التقنية عادةً اسم لف المفتاح . تَستخدم إحدى التقنيات الشائعة تشفير الكتل ووظائف التجزئة التشفيرية. 
الطريقة ذات الصلة هي تبادل مفتاح رئيسي (يُطلق عليه أحيانًا مفتاح الجذر) واستخلاص مفاتيح فرعية حسب الحاجة من هذا المفتاح وبعض البيانات الأخرى (غالبًا ما يشار إليها ببيانات التنويع). من المحتمل أن يكون الاستخدام الأكثر شيوعًا لهذه الطريقة في أنظمة التشفير المعتمدة على البطاقات الذكية ، مثل تلك الموجودة في البطاقات المصرفية. يقوم البنك أو شبكة الائتمان بتضمين مفتاحها السري في مخزن المفاتيح الآمن للبطاقة أثناء إنتاج البطاقة في منشأة إنتاج آمنة. وبعد ذلك، في نقطة البيع، يصبح كل من البطاقة وقارئ البطاقة قادرين على استخلاص مجموعة مشتركة من مفاتيح الجلسة استنادًا إلى المفتاح السري المشترك والبيانات الخاصة بالبطاقة (مثل الرقم التسلسلي للبطاقة). يمكن أيضًا استخدام هذه الطريقة عندما يتعين ربط المفاتيح ببعضها البعض (على سبيل المثال، المفاتيح الوزارية مرتبطة بمفاتيح الأقسام، والمفاتيح الفردية مرتبطة بالمفاتيح الوزارية). ومع ذلك، فإن ربط المفاتيح مع بعضها البعض بهذه الطريقة يزيد من الضرر الذي قد يتسببه خرق أمني حيث سيعلم المهاجمون معلومات عن مفتاح واحد و عدة مفاتيح أخرى. يؤدي هذا إلى تقليل الإنتروبيا، فيما يتعلق بالمهاجم، لكل مفتاح مشارك.
تستخدم إحدى الطرق الحديثة دالة عشوائية زائفة غير واعية لإصدار مفاتيح دون أن يتمكن نظام إدارة المفاتيح من رؤية المفاتيح على الإطلاق. 

### تخزين المفاتيح
مهما كانت طريقة توزيع المفاتيح، لا بد من تخزينها بشكل آمن للحفاظ على أمان الاتصالات. يعد الأمان مصدر قلق كبير   وبالتالي هناك تقنيات مختلفة قيد الاستخدام للقيام بذلك. من المرجح أن يكون الأكثر شيوعًا هو أن تطبيق التشفير يدير المفاتيح للمستخدم ويعتمد على كلمة مرور الوصول للتحكم في استخدام المفتاح. وعلى نحو مماثل، في حالة منصات الوصول بدون مفتاح للهواتف الذكية، فإنها تُبقي جميع معلومات تحديد الباب بعيدًا عن الهواتف المحمولة والخوادم وتقوم بتشفير جميع البيانات، حيث يعطي المستخدمون الرموز فقط لأولئك الذين يثقون بهم، تمامًا مثل المفاتيح منخفضة التقنية. 
من حيث التنظيم، هناك عدد قليل من القوانين التي تتناول مسألة تخزين المفاتيح بعمق. "يحتوي بعضها على إرشادات بسيطة مثل ""لا تخزن المفاتيح مع بيانات مشفرة"" أو تقترح أن ""المفاتيح يجب أن تُحفظ بشكل آمن""." الاستثناءات البارزة لذلك هي PCI DSS 3.2.1 و NIST 800-53 و NIST 800–57. 
للحصول على الأمان الأمثل، يمكن تخزين المفاتيح في وحدة أمان الأجهزة (HSM) أو حمايتها باستخدام تقنيات مثل بيئة التنفيذ الموثوقة (TEE، على سبيل المثال Intel SGX ) أو الحوسبة متعددة الأطراف (MPC). تتضمن البدائل الإضافية استخدام وحدات النظام الأساسي الموثوقة (TPM)،  ووحدات HSM الافتراضية، والمعروفة أيضًا باسم "وحدات أمان الأجهزة للرجل الفقير" (pmHSM)،  أو مصفوفات البوابات القابلة للبرمجة الميدانية غير المتقلبة (FPGA) مع تكوينات النظام على الشريحة الداعمة.  من أجل التحقق من سلامة المفتاح المخزن دون المساس بقيمته الفعلية، يمكن استخدام خوارزمية KCV .

### استخدام تشفير المفتاح
المسألة الرئيسية هي طول الفترة التي يجب استخدام المفتاح فيها، وبالتالي تكرار استبداله. نظرًا لأنه يزيد من الجهد المطلوب من أي مهاجم، فيجب تغيير المفاتيح بشكل متكرر. ويؤدي هذا أيضًا إلى الحد من فقدان المعلومات، حيث أنه سيقل عدد الرسائل المشفرة المخزنة التي ستصبح قابلة للقراءة عند العثور على مفتاح مع زيادة وتيرة تغيير المفتاح. تاريخيًا، تم استخدام المفاتيح المتماثلة لفترات طويلة في المواقف التي كان فيها تبادل المفاتيح صعبًا للغاية أو ممكنًا بشكل متقطع فقط. في الوضع المثالي، يجب أن يتغير المفتاح المتماثل مع كل رسالة أو تفاعل، بحيث تصبح هذه الرسالة فقط قابلة للقراءة إذا تم التعرف على المفتاح ( على سبيل المثال ، سرقته، أو تحليله، أو هندسته اجتماعيًا).

## التحديات
هناك العديد من التحديات التي تواجه مؤسسات تكنولوجيا المعلومات عند محاولة التحكم في مفاتيح التشفير الخاصة بها وإدارتها، وهي:
1. إمكانية التوسع: إدارة عدد كبير من مفاتيح التشفير.
2. الأمان: ضعف المفاتيح من قبل قراصنة خارجيين، أو من الخبيثين الداخليين.
3. التوفر: ضمان إمكانية الوصول إلى البيانات للمستخدمين المصرحين.
4. التباين: دعم قواعد البيانات والتطبيقات والمعايير المتعددة.
5. الحوكمة: تحديد التحكم في الوصول إلى البيانات وحمايتها بناءً على السياسات. [14] تتضمن الحوكمة الامتثال لمتطلبات حماية البيانات .

## الامتثال
يشير الامتثال لإدارة المفاتيح إلى الإشراف والضمان والقدرة على إثبات إدارة المفاتيح بشكل آمن. ويتضمن ذلك مجالات الامتثال الفردية التالية:
- الأمن المادي - الشكل الأكثر وضوحا للامتثال، والذي قد يشمل أبوابًا مقفلة لتأمين معدات النظام وكاميرات المراقبة. يمكن لهذه الضمانات منع الوصول غير المصرح به إلى النسخ المطبوعة من المواد الرئيسية وأنظمة الكمبيوتر التي تعمل ببرامج إدارة المفاتيح.
- الأمان المنطقي – يحمي المنظمة من السرقة أو الوصول غير المصرح به إلى المعلومات. هنا يأتي استخدام المفاتيح التشفيرية لتشفير البيانات، والتي تصبح بعد ذلك عديمة الفائدة لأولئك الذين لا يملكون المفتاح لفك تشفيرها.
- أمن الموظفين - يتضمن ذلك تعيين أدوار أو امتيازات محددة و صارمة للموظفين للوصول إلى المعلومات على أساس الحاجة إلى المعرفة. يجب إجراء عمليات التحقق من الخلفية للموظفين الجدد جنبًا إلى جنب مع تغييرات دورية في الأدوار لضمان الأمان. [15] [16]

يمكن تحقيق الامتثال فيما يتعلق بمعايير وأنظمة حماية البيانات الوطنية والدولية، مثل معيار أمان بيانات صناعة بطاقات الدفع ، وقانون قابلية نقل التأمين الصحي والمساءلة ، وقانون ساربينز أوكسلي ، أو اللائحة العامة لحماية البيانات . 

## أنظمة الإدارة والامتثال

### نظام إدارة المفاتيح
نظام إدارة المفاتيح (KMS)، المعروف أيضًا باسم نظام إدارة المفاتيح التشفيرية (CKMS) أو نظام إدارة المفاتيح المؤسسية (EKMS)، هو نهج متكامل لتوليد وتوزيع وإدارة مفاتيح التشفير للأجهزة والتطبيقات. قد تغطي هذه المبادئ جميع جوانب الأمان - من التوليد الآمن للمفاتيح عبر التبادل الآمن للمفاتيح وحتى التعامل الآمن مع المفاتيح وتخزينها لدى العميل. وبالتالي، يتضمن نظام إدارة المفاتيح وظيفة الواجهة الخلفية لتوليد المفاتيح وتوزيعها واستبدالها بالإضافة إلى وظيفة العميل لحقن المفاتيح وتخزينها وإدارتها على الأجهزة.

### إدارة المفاتيح القائمة على المعايير
لقد قامت العديد من التطبيقات المحددة بتطوير أنظمة إدارة المفاتيح الخاصة بها باستخدام بروتوكولات محلية الصنع. ومع ذلك، مع تزايد ترابط الأنظمة، يجب مشاركة المفاتيح بين هذه الأنظمة المختلفة. لتسهيل ذلك، تطورت معايير إدارة المفاتيح لتحديد البروتوكولات المستخدمة لإدارة وتبادل مفاتيح التشفير والمعلومات ذات الصلة.

### بروتوكول التشغيل البيني لإدارة المفاتيح (KMIP)
KMIP هو بروتوكول إدارة مفاتيح قابل للتوسيع تم تطويره من قبل العديد من المنظمات التي تعمل ضمن هيئة معايير OASIS . تم إصدار النسخة الأولى في عام 2010، وتم تطويرها بشكل أكبر من قبل لجنة تقنية نشطة.
يسمح هذا البروتوكول بإنشاء المفاتيح وتوزيعها بين أنظمة البرامج المختلفة التي تحتاج إلى استخدامها و يغطي دورة حياة المفتاح الكاملة لكل من المفاتيح المتماثلة وغير المتماثلة في مجموعة متنوعة من التنسيقات، وتغليف المفاتيح، وخطط التجهيز، والعمليات التشفيرية بالإضافة إلى البيانات الوصفية المرتبطة بالمفاتيح.
ويتم دعم البروتوكول من خلال سلسلة واسعة من حالات الاختبار، ويتم إجراء اختبار التشغيل المتبادل بين الأنظمة المتوافقة كل عام.
يمكنك العثور على قائمة تضم حوالي 80 منتجًا تتوافق مع معيار KMIP على موقع OASIS .

### إدارة المفاتيح غير المتوافقة مع KMIP

#### مفتوح المصدر
- Barbican، واجهة برمجة تطبيقات الأمان الخاصة بـ OpenStack. [18]
- KeyBox - الوصول إلى SSH وإدارة المفاتيح عبر الويب. [19]
- EPKS - Echo Public Key Share، نظام لمشاركة مفاتيح التشفير عبر الإنترنت في مجتمع p2p. [20]
- Kmc-Subset137 [21] - نظام إدارة المفاتيح الذي ينفذ UNISIG Subset-137 [22] لتطبيق السكك الحديدية ERTMS / ETCS .
- privacyIDEA - إدارة ثنائية العوامل مع دعم إدارة مفاتيح SSH. [23]
- StrongKey - مفتوح المصدر، تم التحديث آخر مرة على SourceForge في عام 2016. [24] لم يعد هناك صيانة لهذا المشروع حسب صفحته الرئيسية.
- Vault - خادم سري من HashiCorp . [25]
- نوسايفر
- SecretHub - إدارة مفاتيح SaaS المشفرة من البداية إلى النهاية
- Infisical - منصة إدارة سرية مفتوحة المصدر من البداية إلى النهاية.

#### مغلق المصدر
- خدمة إدارة المفاتيح (KMS) من Amazon Web Service (AWS) [26]
- مدير مفاتيح Bell ID [27]
- بلوم بيز كي كاستل [28]
- نظام إدارة التشفير Cryptomatic CKMS [29]
- منصة Doppler SecretOps [30]
- مدير مفاتيح Encryptionizer (Windows فقط)
- إدارة مفاتيح Google Cloud
- IBM Cloud Key Protect [31]
- Microsoft Azure Key Vault [32]
- البيانات الخاصة الافتراضية لـ Porticor [33]
- أمان اتصالات SSH مدير مفاتيح SSH العالمي [34]
- خزنة بدون مفتاح [35]

#### سياسة أمن KMS
توفر سياسة الأمان الخاصة بنظام إدارة المفاتيح القواعد التي يجب استخدامها لحماية المفاتيح والبيانات الوصفية التي يدعمها نظام إدارة المفاتيح. كما هو محدد من قبل المعهد الوطني للمعايير والتكنولوجيا NIST ، يجب أن تضع السياسة وتحدد القواعد لهذه المعلومات التي من شأنها حماية: 
- السرية
- نزاهة
- التوفر
- مصادقة المصدر [37]

#### احضر التشفير/المفتاح الخاص بك
إحضار التشفير الخاص بك (BYOE) - ويسمى أيضًا إحضار مفتاحك الخاص (BYOK) - يشير إلى نموذج أمان الحوسبة السحابية للسماح لعملاء السحابة العامة باستخدام برنامج التشفير الخاص بهم وإدارة مفاتيح التشفير الخاصة بهم. يُعتبر نموذج الأمان هذا عادةً حيلة تسويقية، حيث يتم تسليم المفاتيح المهمة إلى أطراف ثالثة (موفرو الخدمات السحابية) ويظل أصحاب المفاتيح يتحملون العبء التشغيلي المتمثل في إنشاء مفاتيحهم وتدويرها ومشاركتها.

### البنية التحتية للمفتاح العام (PKI)
البنية التحتية للمفتاح العام هي نوع من أنظمة إدارة المفاتيح التي تستخدم شهادات رقمية هرمية لتوفير المصادقة، والمفاتيح العامة لتوفير التشفير. تُستخدم PKIs في حركة مرور شبكة الويب العالمية، عادةً في شكل SSL وTLS .

### إدارة مفاتيح المجموعة المتعددة
إدارة مفاتيح المجموعة تعني إدارة المفاتيح في اتصالات المجموعة. تستخدم معظم الاتصالات الجماعية الاتصالات متعددة البث ، بحيث إذا تم إرسال الرسالة مرة واحدة من قبل المرسل، فسيتم استلامها من قبل جميع المستخدمين. المشكلة الرئيسية في الاتصالات الجماعية متعددة البث هي الأمان. من أجل تحسين الأمان، يتم منح المستخدمين مفاتيح مختلفة. باستخدام المفاتيح، يمكن للمستخدمين تشفير رسائلهم وإرسالها بشكل سري. أصدرت IETF.org RFC 4046 ، بعنوان "هندسة إدارة مفاتيح المجموعة لأمان البث المتعدد (MSEC)،" والتي تناقش تحديات إدارة مفاتيح المجموعة. 

## روابط خارجية
- توصية بشأن إدارة المفاتيح - الجزء 1: عام، منشور خاص من المعهد الوطني للمعايير والتكنولوجيا رقم 800-57
- مجموعة أدوات التشفير من المعهد الوطني للمعايير والتكنولوجيا

س* مجموعة عمل IEEE Security in Storage (SISWG) التي تعمل على إنشاء معيار P1619.3 لإدارة المفاتيح
- المعهد الوطني الأمريكي للمعايير - ANSI X9.24، إدارة المفاتيح المتماثلة للخدمات المالية للتجزئة
- اللجنة الفنية لبروتوكول التشغيل البيني لإدارة المفاتيح (KMIP) التابع لـ OASIS
- اللجنة الفنية للبنية الأساسية لإدارة المفاتيح المؤسسية (EKMI) في OASIS
- "إدارة المفاتيح باستخدام مخزن مفاتيح قوي"
- "نظام إدارة المفاتيح الذكي - KeyGuard | Senergy Intellution"
- مدير دورة حياة مفتاح الأمان الخاص بشركة IBM، SKLM
- NeoKeyManager - شركة Hancom Intelligence Inc.
- نسخة محفوظة 2022-11-30 على موقع واي باك مشين. مفتاح KMS </link>